# André Jørgensen
André Jørgensen (født 9. april 1979 i Arendal i Norge) er en norsk håndboldspiller, der spiller for AaB Håndbold i Håndboldligaen.
Jørgensen er stamspiller på det norske håndboldlandshold, som han har spillet mere end 100 kampe for.